# Potrerillo, Sinaloa
Potrerillo är en ort i Mexiko.   Den ligger i kommunen Badiraguato och delstaten Sinaloa, i den västra delen av landet, 1 100 km nordväst om huvudstaden Mexico City. Potrerillo ligger 248 meter över havet och antalet invånare är 185.
Terrängen runt Potrerillo är varierad. Potrerillo ligger nere i en dal. Runt Potrerillo är det mycket glesbefolkat, med 6 invånare per kvadratkilometer. Närmaste större samhälle är Badiraguato, 8,0 km söder om Potrerillo. I omgivningarna runt Potrerillo växer i huvudsak lövfällande lövskog.